# Демаре де Мальбуа, Жан-Батист
Жан-Батист Демаре де Мальбуа (фр. Jean-Baptiste Desmarets de Maillebois), маршал Мальбуа (1682 — 7 февраля 1762) — французский военачальник, маршал Франции (1741).

## Биография
Жан-Батист Демаре де Мальбуа родился 3 мая 1682 года в городе Париже в семье министра финансов Николя Демаре. Он внучатый племянник Жана-Батиста Кольбера. 
Начал службу под командованием маршала Виллара, в 1708 году отличился при обороне Лилля. Стал бригадным генералом в 1708 году.
Некоторое время служил при королевском дворе. В 1718 произведен в фельдмаршалы. Он был назначен губернатором Сент-Омера в 1723 году и стал кавалером Ордена Святого Духа в 1724 году.
Во время Войны за польское наследство (1733—1738) командовал дивизией в Италии (1733—1734) и участвовал во время осады Мирандола, в Эмилии-Романье. В 1739 году его отправили на Корсику, чтобы помочь Генуе подавить продолжающееся восстание; в конце года остров был почти покорен. В 1741 году получил в награду жезл маршала Франции.
Во время Войны за австрийское наследство (1740-1748), когда французская армия продвигалась к Вене, маршал де Мальбуа вторгся в Вестфалию, чтобы нейтрализовать голландцев и англо-ганноверцев. 28 октября 1741 года король Англии и курфюрст Ганновера Георг II отказывается от участия в кампании и подписал соглашение, устанавливающее, что Ганновер останется нейтральным в конфликте.
Отправленный в Италию в 1745 году одержал победу в сражение при Бассиньяне, однако годом позже потерпел чувствительное поражение в сражении при Пьяченце. Однако 12 августа 1746 года Мальбуа наносит поражение австрийским войскам при Роттофреддо.
По окончании войны в 1748 году занял должность губернатора Эльзаса. Он принял титул маркиза де Англуа. Жан-Батист Демаре де Мальбуа умер 7 февраля 1762 года.